# Alekszej Nyikolajevics Leontyjev
Alekszej Nyikolajevics Leontyjev (oroszul: Алексей Николаевич Леонтьев) (Moszkva, 1903. február 18. – Moszkva, 1979. január 21.) orosz-szovjet fejlődéslélektani pszichológus, az aktivitáselmélet kidolgozója.

## Életútja
A. Ny. Leontyjev Lev Szemjonovics Vigotszkijjal (1896–1934) és Alekszandr Romanovics Lurijával (1902–1977) dolgozott 1924 és 1930 között, együttműködtek a marxista pszichológia fejlesztésében, mely egyfajta válaszként szolgált a behaviorizmusra és az inger-válasz mechanizmusra, mint az emberi viselkedést magyarázó elvekre. 1931-ben elhagyta Vigotszkijék társaságát, hogy magasabb szintre fejlődhessen Harkovban. Olykor folytatott közös munkát Vigotszkijékkal, s tudományos ügyekben értekeztek egymással, bár végül külön váltak útjaik. 1934-ben visszatért Moszkvába. 1951-től a Moszkvai Állami Egyetem Filozófia kar pszichológia tanszékének vezetője lett. 1966-ban megalapította a Moszkvai Állami Egyetem Pszichológia karát, melyet 1979-ben bekövetkezett haláláig vezetett. A Szovjet Tudományos Akadémia tagja és az MTA tiszteleti tagja. Szívroham következtében hunyt el.

## Tudományos munkája
Korai tudományos munkáit Vigotszkij kultúrtörténeti kutatási programjának keretein belül folytatta, ahol a kultúra közvetett jelenségét vizsgálták. Ebben a periódusban Leontyjev tanulmányai a gyermek és felnőtt közvetett memóriáját tárták fel a Magasabb szintű memória fejlődése című, 1931-es munkájában. Saját kutatási iskolája az aktivitás jelenségének alapos pszichológiai analízisén alapult. 1930-tól kezdve rendszerezettebben fejlődött az aktivitás elmélete a Harkov csoport keretein belül, melynek vezetője volt, és olyan jelentős személyekkel dolgozott és kutatott együtt, mint például Alekszandr Zaporozsec, Pjotr Galperin, Vlagyimir Zincsenko, Ligyija Bozsovics, Vlagyimir Asznyin, vagy éppen Grigorij Lukov. Az aktivitás teória a Szovjetunió II. világháborút követő időszakának vezető pszichológiai doktrínájává nőtte ki magát, immáron intézményesített formában, miután Leontyjev visszaköltözött Moszkvába, és elhelyezkedett a Moszkvai Állami Egyetemen.
Leontyjev számára az aktivitás egy olyan folyamatot jelentett, mely „realizálja a személy aktuális életét, gazdag és változatos szociális létét az őt körülvevő objektív világban” (Leontyjev 1977). Munkásságának magja ama elgondolás, hogy vizsgálhatjuk a humán folyamatokat három különböző analízis perspektívából. A legmagasabb, legalapvetőbb szint az aktivitás és az azt irányító motiváció. A középső szinten találhatóak a cselekedetek és a hozzájuk kapcsolódó célok. Végül a legalacsonyabb szinten azon működést kell vizsgálni, mely erőforrást ad a magasabb szintű célok teljesítéséhez.
Tanulmányait több nyelvre lefordították (angol, német, magyar, stb.) és elérhetőek az interneten angol és orosz nyelven.

## Magyarul
- Az iskoláskor előtti gyermek pszihikai fejlődése; VKM 2., Bp., 1950
- Леонтьев Алексей Николаевич: Проблемы развития психики Moszkva, 1959., magyarul A pszichikum fejlődésének problémái; ford. Mikus Gyula; Kossuth, Bp., 1964. 627 p.
- Pszicholingvisztika és nyelvtanítás. Az orosz nyelv oktatásának néhány kérdése; ford. Palásti Sándorné; Tankönyvkiadó, Bp., 1973 (A pedagógia időszerű kérdései külföldön)
- Леонтьев Алексей Николаевич: Деятельность. Сознание. Личность (magyar) Tevékenység, tudat, személyiség / Alekszej Nyikolajevics Leontyjev. Budapest : Gondolat Kossuth, 1979. 340 p.

## Fordítás
- Ez a szócikk részben vagy egészben a Aleksei N. Leontiev című angol Wikipédia-szócikk fordításán alapul.  Az eredeti cikk szerkesztőit annak laptörténete sorolja fel. Ez a jelzés csupán a megfogalmazás eredetét és a szerzői jogokat jelzi, nem szolgál a cikkben szereplő információk forrásmegjelöléseként.